# Stormvloedkering

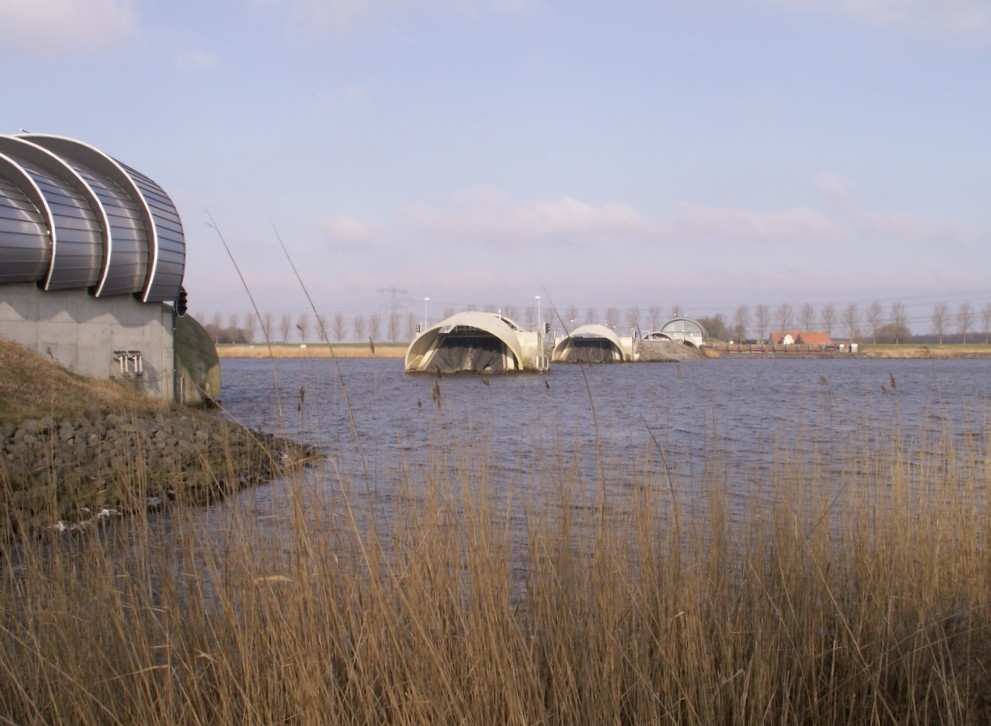
Balgstuw bij Ramspol

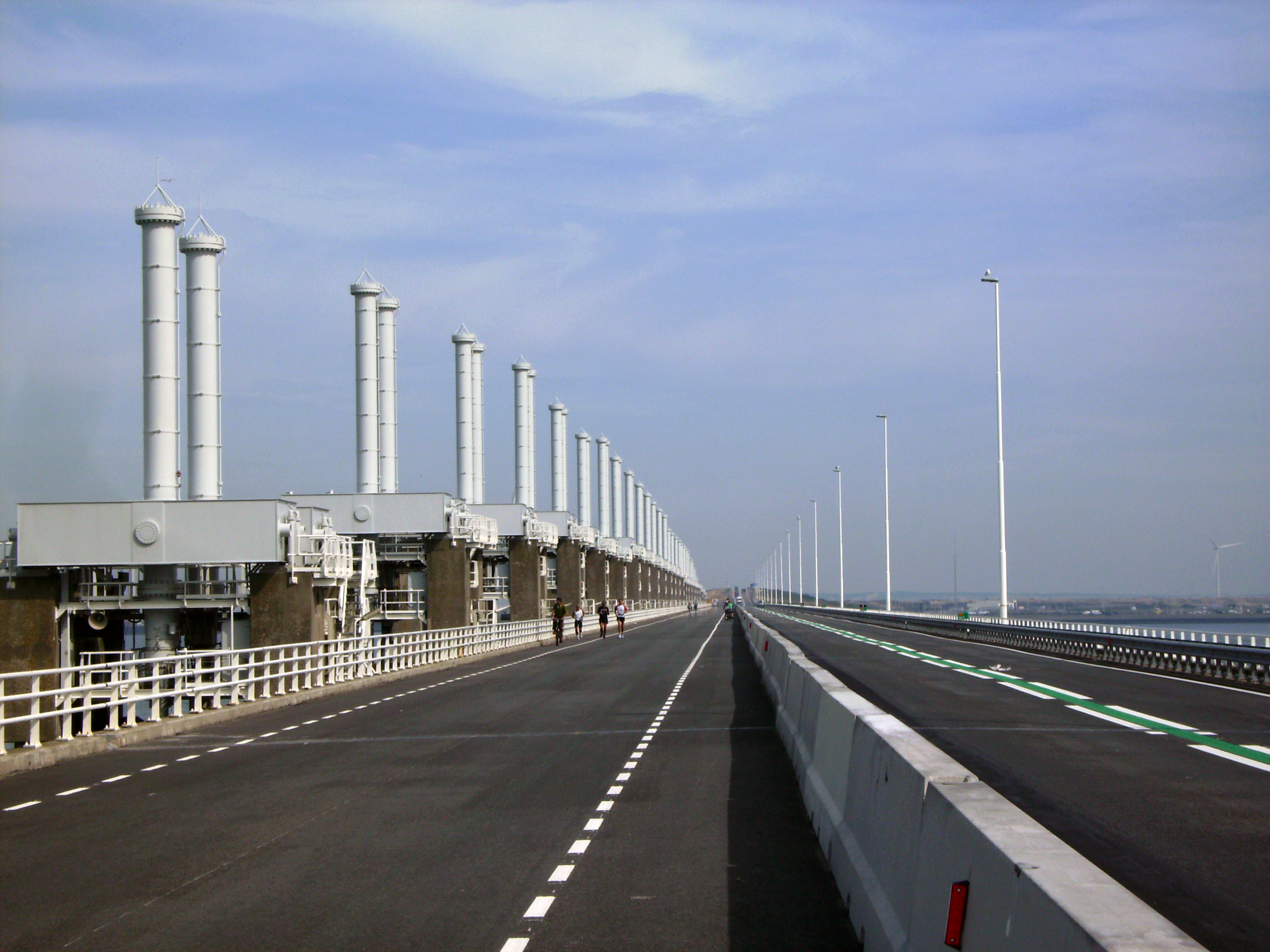
Oosterscheldekering

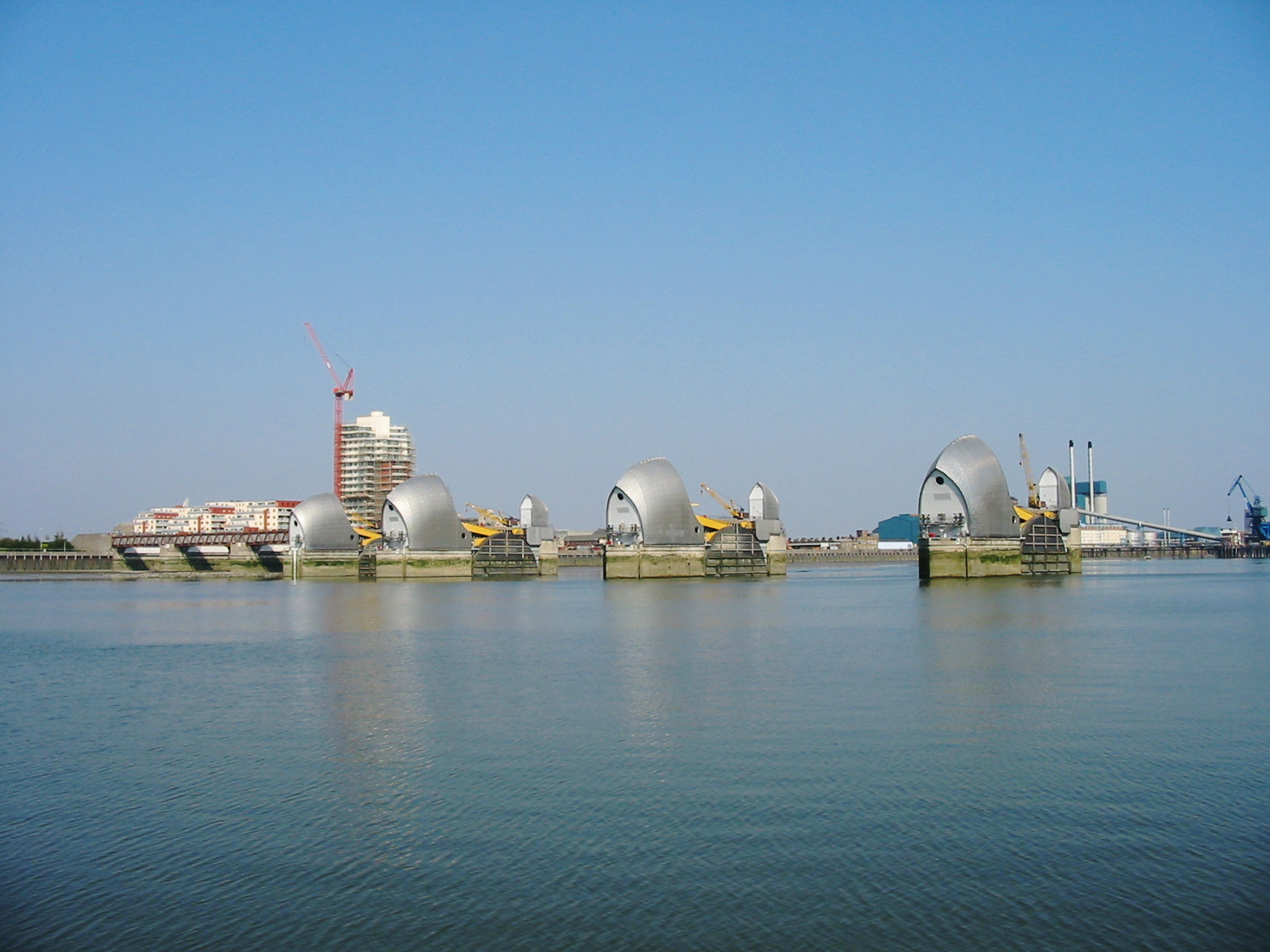
Thames Barrier

Een stormvloedkering is een waterbouwkundige constructie die bij stormvloed en/of springtij moet verhinderen dat er grote hoeveelheden water de monding van een rivier of zeearm instromen en aan de kustlijn of stroomopwaarts tot overstromingen leiden. Het gaat om beweegbare kunstwerken die worden gesloten bij een bedreigende hoogwaterstand.
In Nederland zijn tussen 1958 en 1997 in het kader van het nationale programma de Deltawerken vijf grootschalige stormvloedkeringen gebouwd, gefinancierd door de overheid. Beheer en groot onderhoud valt onder de verantwoordelijkheid van de overheidsdienst Rijkswaterstaat. In 2002 kwam de Balgstuw bij Ramspol in het Ramsdiep bij het IJsselmeer gereed.
Met het grote overheidsprogramma Ruimte voor de Rivier zijn tussen 2007 en 2019 andersoortige maatregelen getroffen om bedreigende hoogwaterstanden te voorkomen en overstromingsgevaar te verminderen. Niet door het water in te dammen of te keren maar door rivieren ruimte te geven het water bij grote massa's zonder gevaar kwijt te kunnen in overloopgebieden. Stormvloedkeringen worden sindsdien ook in samenhang met dit systeem gebruikt om overtollig water via een andere route af te voeren dan een overvolle rivier.
Bij de landelijke storm van 3 januari 2018 trad de unieke situatie op dat alle vijf de Nederlandse keringen op hetzelfde moment werden gesloten.
Op 21 december 2023 zorgde de storm Pia voor hoogwater waardoor alle zes de stormvloedkeringen in Nederland werden gesloten.

## Voorbeelden

### Nederland
- Deltawerken:
  - De Hollandsche IJsselkering in de Hollandse IJssel;
  - De Oosterscheldekering in de Oosterschelde;
  - De Haringvlietsluizen in het Haringvliet;
  - De Hartelkering in het Hartelkanaal;
  - De Maeslantkering in de Nieuwe Waterweg;
- De Balgstuw bij Ramspol in het Ramsdiep.

### België
- De Stormvloedkering Nieuwpoort op de monding van de IJzer in Nieuwpoort.[8]

### Duitsland
- Er liggen een reeks stormvloedkeringen in de mondingen van de rivieren Ems, Weser, Elbe en Eider aan de Duitse Noordzeekust.

### Andere landen
- De Thames Barrier op de Theems net stroomafwaarts van Londen
- De IHNC Lake Borgne Surge Barrier bij New Orleans
- Het MOSE-project bij Venetië